# No. 1 Squadron RAAF

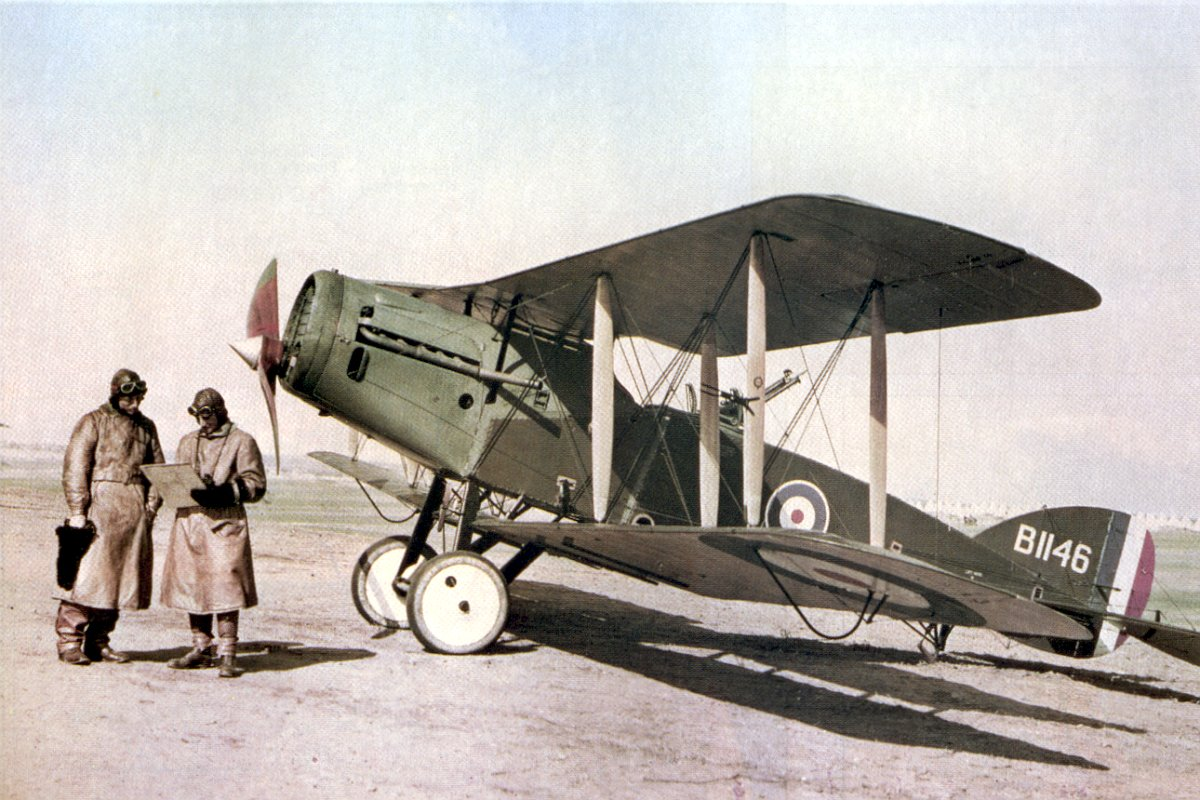
Bristol F.2B z 1SQN w Palestynie w 1918 roku. Z lewej kpt. Ross Smith

No. 1 Squadron RAAF – 1 (AFC), 1 (RAAF), 1SQN (RAAF) – jednostka bojowa lotnictwa australijskiego Royal Australian Air Force. Obecnie jednostka bombowa, stacjonująca w bazie lotniczej RAAF (RAAF Base Amberley) Amberley 8km od Ipswich, Queensland.

## I wojna światowa
Jednostka została utworzona w końcu 1915 roku jako część Australian Flying Corps (AFC) w Point Cook, Wiktoria. Pierwszym dowódcą jednostki został pułkownik E H Reynolds. W marcu 1916 jednostka została przetransportowana na front do Palestyny, gdzie pozostała do końca działań wojennych. W okresie od września 1916 do lutego 1918 roku jednostka była oznaczona jako No. 67 Squadron RAF. W czasie walk w Palestynie przez jednostkę przewinęło się 16 asów myśliwskich:
Ross Smith, Garfield Finlay, Leslie William Sutherland, Edward Patrick Kenny, Walter Kirk, Paul Joseph McGinness, George Clifton Peters, Albert Victor Tonkin, James Traill, William Weir, Allan Brown, Wilmot Fysh, Eustace Headlam, Ernest Mustard, Carrick Paul, Clive Brewster-Joske.
W latach 1925–1926 dowódcą jednostki był jeden z największych australijskich asów myśliwskich I wojny światowej Arthur Henry Cobby.

### Dowódcy jednostki
| Stopień      | Nazwisko                         | Okres                   |
| ------------ | -------------------------------- | ----------------------- |
| Pułkownik    | Henry Dundas Keith Macartney     | 01.01.1916 – 18.02.1916 |
| Podpułkownik | Edgar Hurcules Reynolds          | 18.02.1916 – 18.04.1916 |
| Pułkownik    | Henry Dundas Keith Macartney     | 19.04.1916 – 26.04.1916 |
| Major        | Alexander Arthur Johnstone Broun | 27.04.1916 - 01.06.1916 |
|              | Geoffrey Lloyd Rutledge          | 02.06.1916 - 17.06.1917 |
| Major        | Richard Williams                 | xx.06.1917 - xx.06.1918 |
| Major        | Sydney Wentworth Addison         | 29.06.1918 - 01.04.1919 |

## II wojna światowa
W momencie wybuchu II wojny światowej jednostka wyposażona była w samoloty bombowe Lockheed Hudson. Od lipca 1940 roku wykonywała systematyczne loty patrolowe w obszarze Malajów. Po ataku Japończyków na Malaje 8 grudnia 1941 roku piloci jednostki byli pierwszymi, którzy rozpoczęli walki na Pacyfiku. Eskadra walczyła do końca wojny najpierw w rejonie Malezji, a następnie Tajlandii. W styczniu 1945 roku został przezbrojony w samoloty wielozadaniowe Mosquito. W grudniu 1945 roku jednostka powróciła do Australii.